# 楊慎餘
杨慎餘（？—747年），唐朝官员。华州华阴县人，隋炀帝的玄孙，杨隆礼的儿子。
杨慎餘开始担任司农丞，转任太子舍人，主监長安倉。为父丁忧，开元二十六年（738年）守丧结束，宰相以杨慎餘、杨慎矜，杨慎名三人勤恪清白有父风，杨慎餘累迁侍御史，仍知太府出纳。官至吏部郎中、少府少監。天宝六载（747年），李林甫、御史中丞王鉷构陷杨慎矜，京兆士曹吉温去洛阳收捕杨慎矜之兄杨慎餘、弟洛阳令杨慎名审讯。十一月二十五日，唐玄宗下诏赐杨慎矜、杨慎餘、杨慎名自尽。监察御史平冽带着敕书至大理寺，杨慎餘合掌指天而自缢。儿子杨岳，官至少府監。